# SWAT 3: Close Quarters Battle
SWAT 3: Close Quarters Battle – pierwsza gra z serii SWAT tocząca się w środowisku trójwymiarowym.
Gracz dysponuje (w wersji podstawowej, 1.0 – 1.1) czterema rodzajami broni, tj. MP5, MP5SD, M4 SOCOM oraz jedną strzelbą Benelli, oraz bronią drugorzędną, Springfield Armory 1911. Do dyspozycji gracza oddano najrozmaitsze akcesoria np. granaty błyskowo-hukowe, granaty gazowe, C2 do wyważania drzwi, toolkit (Leatherman the Wave) przyrząd do otwierania zamków oraz rozbrajania bomb, Opti Wand – przyrząd do podglądy pomieszczeń.
W grze występuje 16 misji, które toczą się w Los Angeles. Akcja toczy się w 2005 roku. Zadaniem gracza jest skompletowanie pięcioosobowego oddziału antyterrorystów i wykonanie celu misji.
Gra dysponuje realnym AI. Podejrzani osłaniają się, strzelają do oddziału a nawet zabijają zakładników. Gdy są bez wyjścia poddają się. Zakładnicy uciekają, błagają o litość.
Gra w tej wersji nie posiada trybu gry wieloosobowej, jednak Sierra udostępnia dodatki i uaktualnienia. Najnowszym z nich jest SWAT 3 Tactical Game of The Year.